# Krisztián Berki
Krisztián Berki, född den 18 mars 1985 i Budapest, Ungern, är en ungersk gymnast.
Han tog OS-guld i herrarnas bygelhäst i samband med de olympiska gymnastiktävlingarna 2012 i London.